# Little Tonzona River
Der Little Tonzona River ist ein etwa 100 Kilometer langer rechter Nebenfluss des South Fork Kuskokwim Rivers im US-Bundesstaat Alaska.

## Verlauf
Der Little Tonzona River entspringt auf etwa 1300 m Höhe an der Nordflanke eines 2056 m hohen namenlosen Berges in der Alaskakette. Südöstlich des Quellgebietes erheben sich die Kichatna Mountains. Der Little Tonzona River fließt anfangs nach Norden durch das Gebirge. Von rechts fließt der East Fork Little Tonzona River zu. Der Little Tonzona River verlässt das Gebirge und fließt anschließend in nordwestlicher, später in westnordwestlicher Richtung durch die Tanana-Kuskokwim-Niederung. Er weist im Unterlauf ein stark mäandrierendes Verhalten auf. Der Big Salmon Fork fließt dem Little Tonzona River etwa 20 Kilometer oberhalb dessen Mündung in den South Fork Kuskokwim River linksseitig zu. 

## Name
Etwa 15 Kilometer weiter östlich verläuft der Tonzona River. Beide Flüsse trugen ursprünglich den Namen Tonzona. Zur Unterscheidung erhielt der Little Tonzona River seinen heutigen Namen.

## Nebenflüsse
Der East Fork Little Tonzona River ist ein rechter Nebenfluss des Oberlaufs des Tonzona River. Er entspringt auf einer Höhe von etwa 1580 m 1,6 km nordnordwestlich vom Shellabarger Pass an der Nordflanke der Alaskakette. Er fließt anfangs nach Norden, später wendet er sich nach Nordwesten. Nach ungefähr 17 Kilometern mündet der East Fork Little Tonzona River in den Tonzona River.